# Visul (roman)
Visul (engleză The Dream) este un roman fantastic scris de H. G. Wells și publicat în 1924. Romanul povestește viața un bărbat care trăiește într-un viitor utopic și care visează întreaga viață a unui om din secolul al XX-lea, Harry Mortimer Smith.

## Povestea
Sarnac poate deveni un om de știință de renume mondial, o lumină călăuzitoare în cercetarea reacțiilor chimice din celule, dar el nu-și va uita niciodată visul. Era un vis din copilăria sa, un vis care era și frumos, dar și terifiant; înspăimântător de real dar și uimitor de fantastic. Și, când Sarnac privește înapoi în copilărie, el găsește o lumea a viselor și o realitate pe care a trăit-o; ele au fost atât de magic împletite încât nu le mai poate distinge. Visul lui HG Wells este o romanță a copilăriei, puternică și feerică.